# Винни-Пух: Время делать подарки
«Винни-Пух: Время делать подарки» (англ. Seasons of Giving) — американский сборник мультфильмов 1999 года, выпущенный сразу на видеокассетах и DVD. Состоит из мультфильма «Винни-Пух и День благодарения» и двух эпизодов мультсериала «Новые приключения Винни-Пуха», все истории объединены темой дарения подарков и расположены в хронологическом порядке (начало ноября — День благодарения — Рождество). По мотивам сказок Алана Милна о приключениях Винни-Пуха и его друзей.

## Сюжет

### История первая
Тигра хочет кататься на лыжах, а снега всё нет. Узнать, какой сегодня день и когда придёт зима, он с Пятачком отправляется к Кролику, поскольку лишь у того в Лесу есть календарь. На календаре 7 ноября, но сквозняк отрывает несколько листков, и Кролик с недоумением заявляет, что сегодня уже 2 февраля, «день земляной свинки». Друзья отправляются искать земляную свинку, чтобы та предсказала им или скорую весну или продолжение зимы, но поскольку такого зверя в Лесу нет, в него переодевают Пятачка, и тот, не видя своей тени, предрекает скорую весну. Все жители Леса начинают заниматься весенними делами: уборкой, огородом, и крайне удивлены наступившими холодами и обилием снега. Кролик во всём обвиняет Пятачка, но затем находит улетевшие листки календаря и понимает свою ошибку, однако просить прощения уже не у кого — Пятачок ушёл искать настоящую земляную свинку. Кролик бросается по следам друга, по глубоким сугробам, и находит снеговика в шапочке поросёнка. Решив, что это замёрзший Пятачок, Кролик размораживает его дома, но получает лишь таз воды. Горе друзей огромно, но вскоре является живой и здоровый Пятачок, и тогда Кролик наконец-то может перед ним извиниться. Тигра объявляет, что сегодняшний день, 13 ноября, это «день свиномордиков».

### История вторая
В Волшебном лесу День благодарения, и Винни-Пух спешит всех об этом оповестить. Друзья собирают праздничный стол: жёлуди, печенье, чертополох, мороженое, мёд, лимонад, но Кролика это не устраивает, он хочет, чтобы всё было «по правилам» — индейка в клюквенном соусе и тыквенный пирог. По его указанию Тигра с Иа-Иа отправляются за клюквой, Суслик — за тыквами, Винни-Пух с Пятачком — за индейкой, Сова отвечает за столовые приборы, а он сам — за праздничное оформление. Блуждая по лесу, Тигра с осликом сначала находят клюкву, потом её теряют, а после и вовсе попадаются в ловушку, сделанную Пухом и Пятачком для поимки индейки. Когда Пух с Пятачком выкладывают на стол огромный мешок с «пойманной индейкой», Тигра с Иа-Иа освобождаются, в результате чего от праздничного стола ничего не остаётся. Все, опечаленные, расходятся по домам, но Пуху приходит в голову, что в этот праздник надо делиться, чем есть, и в итоге друзья снова собираются за скромным, но уютным столом.

### История третья
Жители Волшебного леса готовятся к Рождеству. Кролику приходит письмо от птички Кесси, которую он когда-то спас от смерти. По просьбе Крошки Ру он рассказывает эту историю…

Однажды зимой во время метели Кролик услышал тоненький крик о помощи. Оказалось, сильный ветер кружит гнездо с крохотной птичкой, которую он и спас. Кролик оставил её у себя, стал заботиться как о младенце, назвал Кесси, а та стала звать своего спасителя папа Кроля. Как-то весной, гуляя с Тигрой, Кесси падает в пропасть, но от смерти её спасает то, что к тому времени она уже подросла, окрепла и немного научилась летать. Кролик хоть и рад, что Кесси жива, но тем не менее категорически против её попыток летать, так как не хочет с ней расставаться.

Наступила осень, Кесси с тоской провожает птичьи стаи, летящие в тёплые края, но сама она летать так толком и не научилась, хотя и тренируется тайком от Кролика. Увидев однажды такую тренировку, Кролик приходит в ярость и случайно падает с обрыва, но Кесси его спасает — теперь она совсем окрепла. Пришли холода, и Кесси готовится к отлёту. Она прощается со всеми и отправляется на юг.

Окончив рассказ, Кролик с друзьями выходят на улицу украшать ёлку, но обнаруживается, что они забыли звезду на верхушку. Внезапно все видят падающую звезду, которая направляется прямо к ним на поляну — это оказывается Кесси, прилетевшая на Рождество в Волшебный лес, она принесла в клюве яркую звезду на верхушку ели.

## Роли озвучивали
| Персонаж        | Озвучивание                                |
| --------------- | ------------------------------------------ |
| Винни-Пух       | Джим Каммингс                              |
| Тигра           | Пол Уинчелл (речь), Джим Каммингс (вокал)  |
| Пятачок         | Джон Фидлер (речь), Стив Шацберг (вокал)   |
| Кролик          | Кен Сэнсом                                 |
| Иа-Иа           | Питер Каллен                               |
| Кристофер Робин | Брейди Блум (речь), Фрэнки Галласо (вокал) |
| Сова            | Андрэ Стойка                               |
| Кенга           | Тресс Макнилл                              |
| Крошка Ру       | Никита Хопкинс                             |
| Суслик          | Майкл Гоф                                  |
| Кесси           | Лора Муни                                  |
| Рассказчик      | Лори Мейн                                  |